# Кланге, Хелена
Хеле́на Анге́лика Гуннарсдо́ттер Кла́нге (швед. Helena Angelica Gunnarsdotter Klange; род. 20 января 1968, Тебю, Стокгольм) — шведская кёрлингистка.

## Карьера
В составе женской сборной Швеции участник чемпионата мира 1988 (стали бронзовыми призёрами) и чемпионата Европы 1994 (заняли пятое место). Чемпионка Швеции среди женщин, двукратная чемпионка Швеции среди смешанных команд. В составе юниорской женской сборной Швеции участник чемпионата мира 1989 (заняли четвёртое место). В составе женской сборной ветеранов Швеции участник чемпионата мира 2019 (заняли пятое место).

## Команды
| Сезон                          | Четвёртый      | Третий          | Второй           | Первый               | Запасной                             | Турниры            |
| ------------------------------ | -------------- | --------------- | ---------------- | -------------------- | ------------------------------------ | ------------------ |
| 1987—88                        | Анетте Норберг | Анна Риндескуг  | Софи Мармонт     | Луиз Мармонт         | Хелена Кланге                        | ЧМ 1988            |
| 1988—89                        | Катрин Норберг | Mari Högqvist   | Хелена Гранквист | Annica Eklund        | Хелена Кланге                        | ЧМЮ 1989 (4 место) |
| 1993—94                        | Анетте Норберг | Катрин Норберг  | Хелена Кланге    | Хелена Гранквист     |                                      | ЧШЖ 1994           |
| 1994—95                        | Анетте Норберг | Катрин Норберг  | Хелена Кланге    | Хелена Гранквист     | Элизабет Ханссон тренер: Åke Norberg | ЧЕ 1994 (5 место)  |
| 2018—19                        | Анетте Норберг | Хелена Кланге   | Хелена Лингхам   | Anna Klange-Wikström |                                      | ЧМВ 2019 (5 место) |
| 2021—22                        | Камилла Нурен  | Хелена Кланге   | Helene Lyxell    | Anna Klange Wikström | Monika Wranå тренер: Пер Нурен       | ЧМВ 2022 (7 место) |
| Кёрлинг среди смешанных команд |                |                 |                  |                      |                                      |                    |
| 1985—86                        | Пер Аксельссон | Anna Klange     | Хенрик Хольмберг | Хелена Кланге        |                                      | ЧШСК 1986          |
| 1995—96                        | Хелена Кланге  | Mikael Vilénius | Anna Klange      | Kaj Möller           |                                      | ЧШСК 1996          |

(скипы выделены полужирным шрифтом)

## Достижения
- Чемпионат мира по кёрлингу среди женщин: бронза (1988).
- Чемпионат Швеции по кёрлингу среди женщин: золото (1994).
- Чемпионат Швеции по кёрлингу среди смешанных команд: золото (1986, 1996).

- В 1996 введена в Зал славы шведского кёрлинга[англ.] (швед. Stora Curlare).[4]